# Annen-Medaille
Die Annen-Medaille ist eine Auszeichnung des Freistaats Sachsen. Sie wurde von der Sächsischen Staatsregierung im Jahr 1995 zum Andenken an die wohltätige Kurfürstin Anna von Sachsen (1532–1585), genannt „Mutter Anna“, gestiftet.
Es werden Menschen ausgezeichnet, „die sich in überdurchschnittlicher Weise für das Gemeinwesen in Sachsen einsetzen, die mit ihrem Engagement andere Mitbürgerinnen und Mitbürger begeistern und inspirieren, ihnen helfen, sie unterstützen und fördern.“
Die aus Meissener Porzellan gefertigte weiße Annen-Medaille trägt auf der Vorderseite das Relief der Kurfürstin, die Jahreszahlen 1532 und 1585 sowie die untere Beschriftung Kurfürstin Anna von Sachsen, dazu im oberen Rund die Inschrift HELFEN, PFLEGEN, FÖRDERN. Auf der Rückseite befindet sich ein Relief zweier umfassender Hände mit fünf Köpfen oben, dem sächsischen Wappen mittig und den Meissener Schwertern unten, dazu am Rand die Inschrift MITEINANDER LEBEN • SOZIALES SACHSEN • FÜREINANDER DASEIN.